# NGC 6718
NGC 6718 ist eine Balken-Spiralgalaxie vom Hubble-Typ SBb im Sternbild Pfau am Südsternhimmel. Sie ist schätzungsweise 188 Millionen Lichtjahre von der Milchstraße entfernt.
Das Objekt wurde am 23. Juni 1835 von John Herschel entdeckt.